# Попфолк
Чалга пренасочва насам.  За традиционния стил вижте Чалга (традиционен стил).
Попфолкът, наричан още чалга, а в академичната литература и етнопоп, е музикален стил от България. Стилът съчетава български, арабски, турски, гръцки и цигански мелодии. Характерни за него са повтарящите се музикални и танцови ритми.
Според представително за България социологическо проучване от декември 2023 година попфолкът е жанрът, най-често сочен като любим (от 17% от анкетираните).

## Произход
По форма попфолкът (съкратено от „популярен фолклор“, друго граматически правилно изписване е „поп фолк“) се родее с балканско-ориенталската етномузика. В музикознанието стилът е известен под името „етнопоп“. Думата „чалга“ произлиза от турското çalgı – свирня, музика, която от своя страна произхожда от арабската дума шалга. В епохата на Българското възраждане под „чалгия“ се разбират инструментални групи, изпълняващи тогавашна популярна музика, в която цигулки и кларинети са заменили традиционните гайди и гъдулки, а вместо селяни вече свирят градски цигани, за които това е професионална дейност. Жанрът е забранен като упадъчен през социализма, като популяризирането му в България започва с песните на Хисарския поп от 1980-те и се засилва след промените от 1989 г. и появата на оркестър „Кристал“.

## Критика
Някои анализатори свързват чалгата с упадъка на културните ценности и я определят като декадентски стил. Противниците ѝ твърдят, че няма връзка с националните и местните български фолклорни традиции и че единствените фолклорни елементи в нея са с близкоизточен произход и прокарва музикални традиции от ислямския свят, наследени от времето на Османската империя. Въпреки че е широко приета от диджеите в нощните клубове, жанрът се посреща с неприязън от по-консервативна публика. В средите на интелигенцията чалгата е критикувана заради прокламираната в нея безвкусица и отхвърлянето на традиционните морални норми. Чалгата е популярна сред чуждестранните туристи, които не разбират текстовете ѝ и я приемат за вид местна атракция.